# 比留間亮司
比留間 亮司（ひるま たかし、1967年11月16日 - ）は、東京都青梅市出身の日本放送協会本部メディア総局ラジオセンター職員。元NHKアナウンサー。

## 人物
青梅市生まれ。早稲田大学法学部卒業後、1991年NHK入局。
沖縄放送局時代より基地問題や日韓関係の取材をして、公私ともに30回以上の訪問で韓国に人脈を築いた。好きな食べ物はソルロンタン。
趣味は海外旅行で毎年、韓国のようにハワイにも家族で30回以上訪れており、また、世界の滝巡りで四大瀑布も制覇した。
博多祇園山笠の起源に関わる円爾の墓所を見つけたことなど、福岡・静岡との繋がりをブログに綴っていた。
娘がいる。

## 過去の担当番組
- 630沖縄（キャスター）
- おはよう日本（リポーター）
- NHKジャーナル
  - （2000年8月4日）佐藤敏彦の代理キャスター
  - （2002年8月19日 - 23日）梅津正樹の代理キャスター
  - （2009年10月5日 - 9日）鹿野睦の代理キャスター
- ホリデーインタビュー（2006年12月23日、森口博子にインタビュー）
- 将棋界の一番長い日 第66期A級順位戦最終局（2008年3月3日）
- 第21期竜王戦第6局（2008年12月10日・11日）[2]
- ETV特集・『日本と朝鮮半島2000年』第2回リポーター（Eテレ）
- 徹底討論 ふるさと再生スタジアム（福岡局）[3]
- フジヤマの金サマースペシャル（メール投稿受付センター担当）（2010年7月16日）
- 静岡県のニュース
- 東海3県、北陸地方のニュース